# Bill Damaschke
William Damaschke, detto Bill (Chicago, 20 novembre 1963), è un produttore cinematografico statunitense.
Attualmente è il presidente della 
Warner Bros. Pictures Animation. 
In precedenza, aveva trascorso 20 anni alla DreamWorks Animation, più recentemente come direttore creativo, dove è stato coinvolto nella direzione creativa, artistica e operativa dell'azienda. Il suo mandato ha supervisionato l'uscita di alcuni dei grandi film in franchising dell'azienda, tra cui Madagascar, Kung Fu Panda, Dragon Trainer (How To Train Your Dragon) e I Croods (The Croods). 
Ha anche supervisionato tutte le produzioni teatrali dal vivo della DreamWorks, incluso il pluripremiato Shrek the Musical. 
Gli altri progetti di Damaschke come produttore includono il musical di Broadway The Prom, diretto e coreografato da Casey Nicholaw, che ha suonato al Longacre Theatre dal 15 novembre 2018 all'11 agosto 2019; il musical di Broadway Half Time, diretto e coreografato da Jerry Mitchell, che è stato presentato al Paper Mill Playhouse nella primavera del 2018; e l'adattamento teatrale di Moulin Rouge!, diretto da Alex Timbers, di cui Damaschke funge da produttore esecutivo. 
È stato anche ex presidente di Skydance Animation.

## Biografia
Damaschke è il più grande di sette figli ed è cresciuto a Chicago. Ha frequentato St. Bruno Catholic Elementary e Argo Community High School, e si è laureato alla School of Theatre Arts dell'Illinois Wesleyan University.

## Filmografia

### Produttore

#### Lungometraggi
- Shark Tale, regia di Vicky Jenson, Eric Bergeron e Rob Letterman (2004)
- The Prom, regia di Ryan Murphy (2020)

### Produttore esecutivo
- Il principe d'Egitto (The Prince of Egypt), regia di Brenda Chapman, Simon Wells e Steve Hickner (1998)
- La strada per El Dorado (The Road to El Dorado), regia di Don Paul e Eric Bergeron (2000)
- La gang del bosco (Over the Hedge), regia di Tim Johnson e Karey Kirkpatrick (2006)
- Kung Fu Panda, regia di Mark Osborne e John Stevenson (2008)

## Teatro

### Produttore
- Shrek the Musical (2008)

## Riconoscimenti

### Premio Oscar
- 2005 – Candidatura per il miglior film d'animazione per Shark Tale

### Tony Award
- 2009 – Candidatura per il miglior musical per Shrek the Musical